# Paraphrynovelia
Paraphrynovelia Poisson, 1957, è un genere di insetti acquaioli appartenente all'ordine dei Rincoti Eterotteri (Gerromorpha). Comprende due sole specie ed è l'unico genere rappresentante la famiglia Paraphrynoveliidae.
Hanno dimensioni molto piccole, con corpo lungo circa due mm, e vivono in prossimità di specchi d'acqua.

## Sistematica
Come per altri Gerromorfi, l'inquadramento sistematico di questi insetti, tradizionalmente compresi nell'unica superfamiglia dei Gerroidea, è stato rivisto su una base filogenetica da ANDERSEN (1982). La famiglia Paraphrynoveliidae, definita e descritta da ANDERSEN nel 1978, sarebbe compresa, con la famiglia dei Macroveliidae e quella più numerosa degli Hydrometridae, nella superfamiglia degli Hydrometroidea. Altre fonti inquadrerebbero invece i Paraphrynoveliidae nella superfamiglia Hebroidea, insieme agli Hebridae e ai Macroveliidae.
Il genere e la famiglia comprendono appena due specie, presenti entrambe in Sudafrica:
- Paraphrynovelia brincki Poisson, 1957
- Paraphrynovelia slateri Møller Andersen, 1978